# Јаблоновске планине
Јаблановске Планине (рус. Яблоновый хребет) су планински венац, који се већим делом налази на територији Забајкалске Покрајине у Русији.
Овај планински венац се од монголске границе, недалеко од обала Бајкалског језера протеже правцем југозапад-североисток. Дуг је 650 км и завршава се пред Становојским Планинама. Представља (океанску) вододелницу (или развође), северноледеноокеанског и тихоокеанског слива. Део река са падина Јаблоновских Планина тече ка Северном Леденом Океану, а део ка Тихом Океану. Највиши врх је Конталачки Голец (1.706 м). Геолошки састав претежно чине гранит, кристални аргилошист и пешчар. 
Река Витим протиче северозападном ивицом ланца, са својим притокама Кондом и Каренгом које теку ка североистоку. Ка југозападу теку Хилок и Ингода, а на североистоку Ољокма.
Падине су обрасле аришом и на неким местима, тајгама јеле и смрче. Јужне падине имају много борових шума. Шуме на надморским висинама преко 1.200-1.400 м замењују планинске тундре.
Подручје је ретко насељено, са изузетком места у околини рудника. Планине су особито богате налазиштима калаја. Транссибирска железница једним делом пролази упоредо са Јаблоновским Планинама, а затим да би заобишла врхове пруга пролази кроз тунел и код града Чита пролази овај планински венац.